# Cheirolophus arbutifolius
Cheirolophus arbutifolius là một loài thực vật có hoa trong họ Cúc. Loài này được (Svent.) G.Kunkel mô tả khoa học đầu tiên năm 1977.